# Neoptòlem de Paros
Neoptòlem de Paros (en llatí Neoptolemus, en grec antic Νεοπτόλεμος) va ser un escriptor grec nadiu de Paros, el més eminent dels que portaven aquest nom. No se sap la seva època, però probablement va viure al segle iii aC.
Se li atribueixen les obres següents:
- Περὶ Ἐπιγραμματῶν, probablement una col·lecció d'epigrames, citada per Ateneu de Naucratis.
- Περὶ Γλωσσῶν, a la que es refereix Aquil·les Taci.
- Un comentari sobre Homer.
- Un comentari sobre Teòcrit de Siracusa.
- Un tractat de poesia. Horaci diu que d'aquest llibre en va treure molt de profit quan va escriure l'Art poètica.[1]